# Reichstag
Reichstag je stavba v Berlinu, sedež Bundestaga - nemškega parlamenta. 
Poslopje so zgradili med letoma 1884 in 1894 po načrtih nemškega arhitekta Paula Wallota. Stavba je dolga 137 metrov, široka 94 metrov in visoka 54 metrov. Prvi Reichstag je bil zgrajen v slogu pozne italijanske renesanse.
Stavba je bila 27. februarja 1933 požgana, za požig pa so obtožili skupino komunistov, pod vodstvom Nizozemca Marinusa van der Lubbeja. Še danes je aktualna in verjetna teorija, da naj bi za požigom Reichstaga stali nacisti sami, kar naj bi potem izkoristili za preganjanje političnih nasprotnikov in uvedbo izrednih razmer ter diktature. Med drugo svetovno vojno so Reichstag močno zastražili in ga spremenili v osrednjo obrambno točko Berlina. Med bitko za Berlin so ga 5. maja 1945 zasedle enote Rdeče armade.
Prva obnova poškodovane stavbe se je začela leta 1960 in je trajala do leta 1973. Obnovo je vodil nemški arhitekt Paul Baumgartner, pri njej pa so upoštevali prvotne načrte. Za obnovo Reichstaga so se odločili kljub temu, da se je leta 1961 zahodnonemški parlament preselil v Bonn.
Po združitvi Nemčij leta 1991 so se odločili stavbo Reichstaga znova prenoviti in jo spet spremeniti v parlamentarno poslopje. Na razpisu je leta 1993 zmagal arhitekt sir Norman Foster. Naredil je nov načrt, drugačen od natečajnega. Kupola je kot liv, ki opominja poslance pod steklenim pokrovom, da ima oblast ljudstvo. 